# Al-Ahly S.C.
Al-Ahly Sports Club (arapski: النادي الأهلي الرياضي‎), kraće Al-Ahly, je egipatski nogometni klub iz Kaira. 
Najuspješniji je afrički nogometni klub te ga je 2000. godine Afrički nogometni savez proglasio "Afričkim klubom stoljeća". Al Ahly je jedan od klasičnih klubova FIFA.

## Povijest
Osnovan je 24. travnja 1907. kao klub predstavnika studentskog sindikata Kaira. Prve uspjehe bilježi 1940-ih godina u nacionalnom prvenstvu, te je danas rekorder s 36 naslova., dok na međunarodnoj razini prve uspjehe bilježi 1980-ih, osvojivši Afrički kup prvaka (danas Afrička Liga prvaka) 1982. te 1987. godine. Isto natjecanje osvojali su još četiri puta tijekom 2000-ih, te je danas Al-Ahly sa šest osvojenih Afričkih Liga prvaka, četiri Kupa pobjednika kupova, četiri Superkupa te jednim Afro-azijskim klupskim prvenstvom najuspješniji afrički nogometni klub. Također je bio prvi klub koji je dva puta nastupio na Svjetskom klupskom prvenstvu, te je zasada jedini koji ima tri nastupa u tom natjecanju, na kojem su 2006. osvojili brončanu medalju.
Navijači i igrači Al-Ahlyja bili su meta tragedije na stadionu u Port Saidu u veljači 2012. u kojoj je poginulo 79 osoba.

## Uspjesi

### Interkontinentalni
- FIFA Svjetsko klupsko prvenstvo
  - Brončana medalja, 2006., 2020.
- Afro-azijski kup
  - Pobjednici (1): 1988.
- Arapski kup prvaka
  - Pobjednici (1): 1996.
- Arapski Superkup
  - Pobjednici (2): 1997., 1998. (rekord)
- Arapski Kup pobjednika kupova
  - Pobjednici (1): 1994./1995.

### Afrički
- CAF Liga prvaka
  - Pobjednici (10): 1982., 1987., 2001., 2005., 2006., 2008., 2012., 2013., 2020., 2021. (rekord)
- Afrički Kup pobjednika kupova
  - Pobjednici (4): 1984., 1985., 1986., 1993. (rekord)
- CAF Superkup
  - Pobjednici (8): 2002., 2006., 2007., 2009., 2013., 2014., 2021. (svibanj), 2021. (prosinac) (rekord)

### Nacionalni

#### Liga
- Egipatska Premier liga
  - Pobjednici (45):1948./1949., 1949./1950., 1950./1951., 1952./1953., 1953./1954., 1955./1956., 1956./1957., 1957./1958., 1958./1959., 1960./1961., 1961./1962., 1974./1975., 1975./1976., 1976./1977., 1978./1979., 1979./1980., 1980./1981., 1981./1982., 1984./1985., 1985./1986., 1986./1987., 1988./1989., 1993./1994., 1994./1995., 1995./1996., 1996./1997., 1997./1998., 1998./1999., 1999./2000., 2004./2005., 2005./2006., 2006./2007., 2007./2008., 2008./2009., 2009./2010., 2010./2011., 2013./14., 2015./16., 2016./17., 2017./18., 2018./19., 2019./20., 2022./23., 2023./24., 2024./25. (rekord)
- Liga Kaira
  - Pobjednici (16):1924./25., 1926./27., 1927./28., 1928./29., 1930./31., 1933./34., 1934./35., 1935./36., 1936./37., 1937./38., 1938./39., 1941./42., 1942./43., 1947./48., 1949./50., 1957./58. (rekord)

#### Kup
- Egipatski kup
  - Pobjednici (37): 1924., 1925., 1927., 1928., 1930., 1931., 1937., 1940., 1942., 1943., 1945., 1946., 1947., 1949., 1950., 1951., 1953., 1956., 1958., 1961., 1966., 1978., 1981., 1983., 1984., 1985., 1989., 1991., 1992., 1993., 1996., 2001., 2003., 2006., 2007., 2017., 2020. (rekord)
- Egipatski Superkup
  - Pobjednici (11): 2003., 2005., 2006., 2007., 2008., 2010., 2011., 2014., 2015., 2017., 2018. (rekord)
- Kup Sultana Hussein
  - Pobjednici (7): 1923., 1925., 1926., 1927., 1929., 1931., 1938. (rekord)
- Kup Ujedinjene Arapske Republike
  - Pobjednici (1): 1961. (rekord)

## Vanjske poveznice
- Službena stranica  Arhivirana inačica izvorne stranice od 30. rujna 2019. (Wayback Machine)